# Pitteperk
Pitteperk (Zeeuws: Pittepêrk) is een buurtschap in de gemeente Veere in de Nederlandse provincie Zeeland. De buurtschap ligt tussen Vrouwenpolder en Gapinge ten noordoosten van de buurtschap Molenperk en ten noordwesten van Geldtienden. Pitteperk bestaat uit drie wegen:Plantlustweg, Vrouwenpolderseweg (N57) en de Rijkebuurtweg. De buurtschap bestaat uit een tiental boerderijen.
De postcode van Pitteperk is 4353, de postcode van Serooskerke.
Steden: Domburg · Veere · Westkapelle

Dorpen: Aagtekerke · Biggekerke · Dishoek · Gapinge · Grijpskerke · Koudekerke · Meliskerke · Oostkapelle · Serooskerke · Vrouwenpolder · Zoutelande

Buurtschappen: Boudewijnskerke · Buttinge · Groot Valkenisse · Hoogelande · Krommenhoeke · Mariekerke · Molembaix · Molenperk · Pitteperk · Poppendamme · Schellach (deels) · Sint-Jan ten Heere · Sint Janskerke

(Voormalige) gehuchten: Geldtienden · Klein Valkenisse · Poppekerke · Rijnsburg · Snabbeldorp · Werendijke · Woitkensdorp · Zanddijk

Zeeland: Steden en dorpen in Zeeland      Nederland: Provincies · Gemeenten